# Смугастий свинорилий скунс
Смугастий свинорилий скунс (Conepatus semistriatus) — вид ссавців родини Скунсових.

## Середовище проживання
Країни проживання: Беліз, Бразилія, Колумбія, Коста-Рика, Еквадор, Гондурас, Мексика, Нікарагуа, Панама, Перу, Венесуела.
Він живе в широкому діапазоні середовищ існування в тому числі в сухому чагарниковому лісі, на краю вічнозеленого лісу, а іноді, в тропічному лісі і, здається, адаптований до деякого рівня людського втручання (агролісомеліорації, узлісся, луки, плантації тощо). Як правило уникає гарячих пустельних районів і густих лісів. Найбільша густота його населення у скелястих областях передгір'їв.

## Морфологія
Морфометрія. голова і тіло довжиною 332–500 мм, хвіст довжиною 166–317 мм, задні ступні довжиною 70-102 мм, вуха довжиною 26-35 мм, вага: 1,4-3,4 кг.
Опис. Вид невеликого розміру, з довгим тулубом і короткими ногами. Конічна голова з довгою мордою. Ніс маленький і має форму як рило свині, що є потрібним для викриття комах в ґрунті. Вуха короткі, не перевищують маківку, чорного кольору і є небагато білих волосків біля основи. Очі чорні. Волосся довге, грубе і товсте. Спина чорна з двома білими смугами, що проходять по спині від голови до крупа. Вентральної область чорнуватого або темно-коричневого кольору. Хвіст довгий, більше ніж половина довжини голови і тіла з густою шерстю і пухнастий, чорний з білим кінцем. Кігті помітні і ноги пристосовані для риття.
Зубна формула: I 3/3, C 1/1, P 2/3, M 1/2 = 32 зуба.

## Стиль життя
Це нічні, солітарні тварини харчуються переважно комахами, ящірками, птахами, безхребетними і фруктами.